# Frank Kelly
Pour les articles homonymes, voir Kelly.
Frank Kelly est un acteur irlandais né le 28 décembre 1938 et mort le 28 février 2016.

## Biographie
Le premier rôle de film de Kelly est celui d'un officier de prison non crédité dans L'or se barre (The Italian Job, 1969), Charlie Croker escorte (Michael Caine) pour sortir de prison dans la séquence d'ouverture du film.
Il a joué dans le programme populaire pour enfants de RTÉ, Wanderly Wagon, au côté d'Eugene Lambert et Nora O'Mahoney entre 1968 et 1982, jouant un certain nombre de personnages et écrivant la plupart des scripts. Il participe à l'œuvre de Kelly sur Pictorial Hall (1970-1982), qui l'a établi comme l'un des visages les plus reconnaissables d'Irlande. Il dépeint le mémorable conseiller Parnell Mooney, parodie d'une autorité locale backwoods en Irlande. Frank Kelly a remporté le Prix de Jacob en 1974 pour son travail sur la série.
Au début des années 1980, il présente dans l'émission de télévision RTÉ et, à la fin du programme, il téléphone, introduisant progressivement des phrases irlandaises. En 1988, il est apparu dans le thriller irlandais Taffin.

## Filmographie

### Cinéma
- 1969 : L'or se barre (The Italian Job) : le prisonnier en cellule
- 1988 : Taffin : Liam
- 1991 : Hear My Song de Peter Chelsom : chauffeur de taxi no 2
- 1994 : La guerre des boutons, ça recommence (War of the Buttons) : le père de Gorilla
- 1995 : 35 Aside : Nasty Teacher
- 2000 : L'Étrange histoire d'Hubert (Rat) : oncle Matt
- 2002 : Evelyn : Henry Doyle
- 2003 : Cowboys & Angels : Jerry
- 2003 : Yu Ming Is Ainm Dom : le vieil homme
- 2003 : The Boys from County Clare : The Chairman
- 2005 : The Unusual Inventions of Henry Cavendish : M. Thomas Palmerston
- 2005 : Turning Green

### Télévision
- 1970 : Pictorial Weekly (série TV) : Various Characters
- 1968 : Wanderly Wagon (série TV) : le professeur Astro
- 1996 : Father Ted (saison 1)
- 1997 : Father Ted (saison 2)
- 1998 : Father Ted (saison 3)
- 1998 : Miracle at Midnight (TV) : Stranger
- 1999 : Aristocrats (feuilleton TV) : George Selwyn
- 2001 : Revolver (série TV) : Various Characters (Series 1) (2001)
- 2003 : The Deal (TV) : John Smith
- 2005 : Malice Aforethought (TV) : M. Gunnell